# Gershon Kingsley
Gershon Kingsley, född Götz Gustav Ksinski 28 oktober 1922 i Bochum, död 10 december 2019 i New York, var en tysk-amerikansk kompositör. Han var pionjär inom elektronisk musik och Moog-synthesizer. Kingsley har bland annat skrivit låten "Popcorn" som kom 1969.
Kingsley dirigerade och arrangerade många Broadway-musikaler, och komponerade för film, TV-program och reklamfilmer. Hans kompositioner var eklektiska och varierar mellan avantgarde- och pop. Kingsley komponerade också klassiska kammarverk, och hans opera Raoul hade premiär i Bremen i Tyskland 2008. Han har bland annat uppmärksammats genom en Tony Award-nominering för bästa dirigent och musikalisk chef, två Clio-utmärkelser för sitt arbete i reklammusik, och ett livstidspris från Bob Moog Foundation.
Kingsley avled den 10 december 2019 vid 97 års ålder på Manhattan i New York.

## Biografi
Kingsley föddes som son till mattförsäljaren och pianisten Max Ksinski och hans hustru, hemmafrun som var Marie Christina. Fadern var av judisk börd och modern hade katolsk bakgrund. Han växte upp i Berlin där föräldrarna drev en mattbutik.

## Musikalisk karriär

### "Popcorn"
Kingsley spelade 1969 in albumet Music To Moog By, som bland annat innehåller låten Popcorn, som är hans mest kända verk. Låten har spelats in i många tolkningar genom åren, exempelvis av Hot Butter, Jean Michel Jarre, Aphex Twin, Crazy Frog och Mupparna.

## Filmmusik
- 1969 Sam's Song
- 1970 |The Dreamer (Ha-Timhoni)
- 1972 Silent Night, Bloody Night
- 1973 Sugar Cookies